# Arronches
Arronches ist eine Kleinstadt (Vila) und ein Kreis (Concelho) im Osten Portugals mit 2789 Einwohnern (Stand 19. April 2021).

## Geschichte
Eine Vielzahl Funde belegen eine vorgeschichtliche Besiedlung. Vermutlich wurde der Ort als römische Siedlung in der Provinz Lusitanien zu Zeiten des Kaisers Caligula gegründet, jedoch fehlen eindeutige Belege. Nach der arabischen Landnahme ab 711 gehörte Arronches zum al-Andalus. Der Ortsname geht auf die ersten Einwohner des Ortes zurück, die aus dem Ort Aroche in der heutigen Provinz Huelva in Spanien stammten.
Im Zuge der Reconquista eroberte König D.Afonso Henriques den Ort 1166 für das inzwischen unabhängige Königreich Portugal. Der Ort blieb jedoch umkämpft. So nahm nach einer Rückeroberung durch die Mauren König D.Sancho II. Arronches im Jahr 1235 erneut in Besitz. Erste Stadtrechte erhielt der Ort 1255. Nach wiederholten Angriffen der Araber gelang Paio Peres Correia die definitive Rückeroberung des Ortes 1242. Im Verlauf der Revolution von 1383 nahm Kastilien Arronches in Besitz, bis Nuno Álvares Pereira den Ort 1384 zurückeroberte.
Im Zuge seiner Verwaltungsreformen erneuerte König D.Manuel I. die Stadtrechte 1512. Im Verlauf des Restaurationskrieges fiel der Ort 1661 unter João de Áustria an das habsburgische Spanien, doch wurde er noch im selben Jahr von Portugal zurückerobert, in einer der entscheidenden Schlachten des Restaurationskrieges. König D.Pedro I. erneuerte 1678 die Stadtrechte von Arronches. 1712 wehrte der Ort einen letzten Eroberungsversuch Spaniens ab.

## Kultur und Sehenswürdigkeiten
Eine Reihe von Megalithanlagen ist hier zu sehen, im Portugiesischen meist Antas genannt. Auch Felsmalereien sind zu sehen, die Sítios de pintura rupestre de Arronches (darunter die Lapa dos Gaivões). Zu den weiteren Baudenkmälern zählen Steinbrunnen, Herrenhäuser, Reste verschiedener Befestigungen, historische private und öffentliche Gebäude sowie verschiedene Sakralbauten, etwa die frühere Klosterkirche Igreja de Nossa Senhora da Luz do Convento dos Religiosos Agostinhos Calçados (auch Igreja de Nossa Senhora da Luz) aus dem 16. Jahrhundert.
Auch der historische Ortskern des Ortes steht als Ganzes unter Denkmalschutz.
Das Museu de (a) Brincar (dt.: etwa: Museum des Spielens) beschäftigt sich mit der Geschichte des Spielens und des Spielzeugs und bietet dazu pädagogische Angebote. In verschiedenen kleinen Einrichtungen wird im Ort traditionelles Kunsthandwerk gezeigt und zum Teil verkauft.

## Sport
Der 1939 gegründete Fußballverein Arronches e Benfica, ein Filialverein von Benfica Lissabon, spielt in der höchsten regionalen Spielklasse des Verbandes im Distrikt Portalegre und trägt seine Heimspiele im städtischen Estádio Municipal de Arronches aus. Dort spielt auch der Atlético Clube de Arronches, der zudem Futsal-Abteilungen unterhält. Weitere Sportvereine sind das 1902 gegründete Centro Republicano Arronchense und der seit 2011 existierende Futsalverein Terrimponente Associação Cultural Desportiva e Recreativa. Im Pavilhão Municipal de Arronches, einem städtischen Sporthallenkomplex, finden auch die Heimspiele der Futsalmannschaften statt.

## Verwaltung

### Kreis
Arronches ist Verwaltungssitz eines gleichnamigen Kreises, der im Nordosten an Spanien grenzt. Die Nachbarkreise sind (im Uhrzeigersinn im Norden beginnend): Portalegre, Campo Maior, Elvas sowie Monforte.
Die folgenden Gemeinden (Freguesias) liegen im Kreis Arronches:

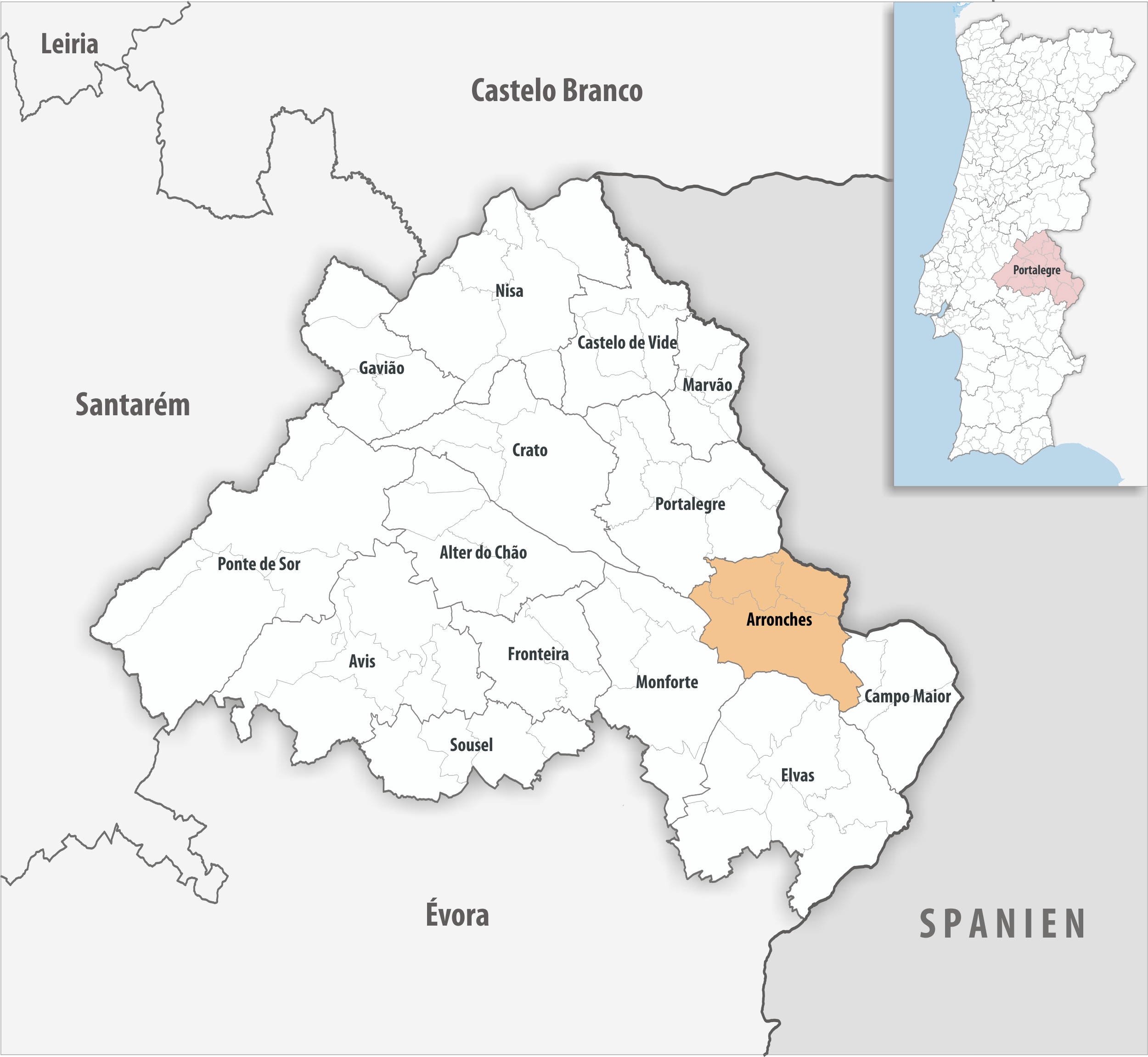
Kreis Arronches

| Gemeinde        | Einwohner (2021) | Fläche km² | Dichte Einw./km² | LAU- Code |
| --------------- | ---------------- | ---------- | ---------------- | --------- |
| Assunção        | 1.834            | 204,51     | 9                | 120201    |
| Esperança       | 589              | 57,15      | 10               | 120202    |
| Mosteiros       | 366              | 52,99      | 7                | 120203    |
| Kreis Arronches | 2.789            | 314,65     | 9                | 1202      |

### Bevölkerungsentwicklung
| Einwohnerzahl im Kreis Arronches (1801–2011) | Einwohnerzahl im Kreis Arronches (1801–2011) | Einwohnerzahl im Kreis Arronches (1801–2011) | Einwohnerzahl im Kreis Arronches (1801–2011) | Einwohnerzahl im Kreis Arronches (1801–2011) | Einwohnerzahl im Kreis Arronches (1801–2011) | Einwohnerzahl im Kreis Arronches (1801–2011) | Einwohnerzahl im Kreis Arronches (1801–2011) | Einwohnerzahl im Kreis Arronches (1801–2011) | Einwohnerzahl im Kreis Arronches (1801–2011) |
| -------------------------------------------- | -------------------------------------------- | -------------------------------------------- | -------------------------------------------- | -------------------------------------------- | -------------------------------------------- | -------------------------------------------- | -------------------------------------------- | -------------------------------------------- | -------------------------------------------- |
| 1801                                         | 1849                                         | 1900                                         | 1930                                         | 1960                                         | 1981                                         | 1991                                         | 2001                                         | 2004                                         | 2011                                         |
| 2470                                         | 2970                                         | 4990                                         | 6205                                         | 6818                                         | 4307                                         | 3677                                         | 3389                                         | 3278                                         | 3119                                         |

### Kommunaler Feiertag
- 24. Juni

## Verkehr
Seit der Einstellung der Bahnlinie Linha do Leste 2012 hat Arronches keinen Anschluss an das Eisenbahnnetz des Landes mehr.
Die Nationalstraße N246 verbindet Arronches mit Elvas und dessen Autobahnanschluss an die Autobahn A6 im Süden, und mit der Distrikthauptstadt Portalegre im Norden. Die N371 führt nach Campo Maior, während die N243 den Ort mit Monforte und dessen Anschluss an die IP2 (hier auch Europastraße E 802) verbindet.
Der öffentliche Nahverkehr wird durch regionale Buslinien der zum Barraqueiro-Konzern gehörenden Rodoviária do Alentejo bereitgestellt.

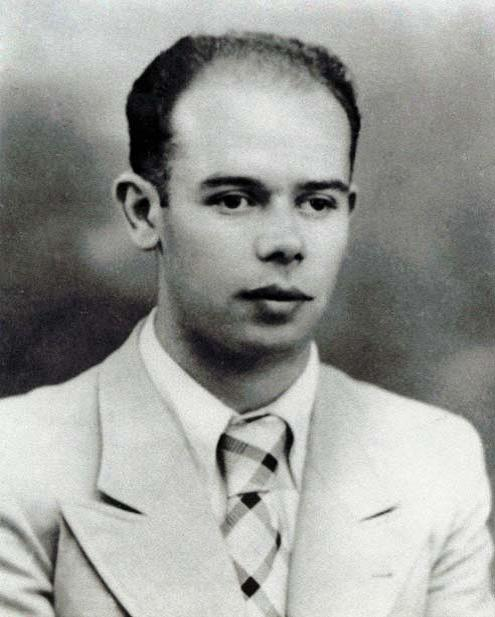
Edmundo Curvelo

## Söhne und Töchter der Stadt
- Francisco Aranha (1603–1677), jesuitischer Theologe und Autor
- Álvaro de Castelo-Branco (1619–1668), Theologe und Autor
- Francisco Xavier Aranha († 1771), Bischof des Bistums Olinda, Brasilien
- Edmundo Curvelo (1913–1954), Philosoph, Logiker und Übersetzer
- Artur Semedo (1924–2001), Regisseur, Schauspieler und Drehbuchautor
- Francisco Palmeiro Rodrigues (* 1932), Fußballspieler